# سيداف نوفلي
سيداف نوفلي (الاسم العلمي:Pteropyrum naufelum) هي نوع من النباتات يتبع جنس السيداف من فصيلة البطباطية.